# Západní Finsko
Západní Finsko (finsky Länsi-Suomen lääni, švédsky: Västra Finlands län) byl jeden z finských krajů, které existovaly mezi roky 1997 a 2010. Sousedními kraji byly Jižní Finsko na jihovýchodě, Východní Finsko na východě a Oulský kraj na severu.
Kraj vznikl v roce 1997 při novém administrativním rozdělení Finska z historických krajů Turkuského a porského, Vaaského, Středofinského a Hämského. V roce 2010 byl systém členění Finska na kraje reformován na celkem 19 menších krajů.
Z pohledu ještě staršího dělení kraj ležel na území historických provincií Häme, Pohjanmaa, Satakunta a Vlastní Finsko.
Západní Finsko se dělil na sedm provincií: Jižní Pohjanmaa, Střední Pohjanmaa, Pohjanmaa, Střední Finsko, Pirkanmaa, Satakunta a Vlastní Finsko. Krajský úřad byl složen ze sedmi krajských ministerstev. Krajský úřad sídlil na pěti místech, hlavní úřad je v Turku, další pobočky jsou v Jyväskylä, Pori, Tampere a Vaase.
K roku 2007 leželo v celém kraji 189 obcí sdružených do celkem 32 seutukunt. Nejvýznamnějšími centry kraje byly města Tampere, Turku, Jyväskylä, Pori, Vaasa, Kokkola a Seinäjoki.